# جولييت برايس
جولييت برايس (بالدنماركية: Juliette Price)‏ هي راقصة باليه دنماركية، ولدت في 13 أغسطس 1831، وتوفيت في 4 أبريل 1906.